# Civilization
Sid Meier's Civilization hay gọi tắt là Civilization là một game chiến lược tạo bởi Sid Meier và Bruce Shelly cho hãng MicroProse trong năm 1991. Mục tiêu của trò chơi này nhằm "xây dựng một đế chế để thử thách thời gian": khởi đầu tư năm 4000 trước công nguyên và các người chơi nỗ lực mở rộng và phát triển đế chế của mình qua thời gian từ thời cổ đại đến thời cận đại.
Civilization đầu tiên được thiết kế chạy trên môi trường DOS dành cho PC. Qua nhiều lần cải tiến và thay đổi giao diện, hiện nay trò chơi này có thể được chơi trên nhiều nền tảng khác nhau, bao gồm Windows, Macintosh, Amiga, Atari ST, PlayStation, N-Gage và Super Nintendo. Tại Việt Nam, phải hơn 5 năm sau khi chính thức ra đời từ năm 1991, Civilization mới được phát hành lần đầu tiên trong những năm 1996 - 2000.

## Luật chơi

Một ảnh screenplay của game Civilization 4 (3D

Civilization là một trò chơi chiến lược trong đó người chơi đóng vai trò người cai quản một nền văn minh, bắt đầu với chỉ một đơn vị xây dựng (settler unit) và nhiều lần nỗ lực để xây dựng một đế chế cạnh tranh với từ 2 đến 6 hoặc đến 12 nền văn minh khác hoặc nhiều hơn tùy theo phiên bản hoặc cách chọn của người chơi. Trò chơi có áp dụng một số nguyên lý của quản lý kinh tế học vi mô (dù theo đánh giá việc áp dụng ít hơn các games khác). Bên cạnh việc phải mở rộng vùng đất đai cai quản và đồng thời bảo vệ phúc lợi của các citizens hay người dân của mình, người chơi còn phải đưa ra nhiều quyết định về việc phải xây thành phố mới ở đâu, sử dụng đơn vị nào hay cải tiến nào cho mỗi thành phố của mình, nghiên cứu những thành tựu khoa học nào và làm sao để khai thác những vùng đất xung quanh mỗi thành phố hợp lý nhất. Người chơi còn thường bị quấy rầy bởi nhiều barbarians, những đơn vị phiến quân hay cướp có thể làm giảm bớt hay tiêu diệt binh lực của người chơi.
Trước khi trò chơi bắt đầu, người chơi phải chọn đội chơi của mình, thường là một quốc gia nào đó trên thế giới, như Người Aztec cổ đại (Aztecs), người Mỹ (Americans), Mông Cổ (Mongols), hay người Ý (Đế quốc La Mã). Mỗi nền văn minh thường được lãnh đạo bởi một lãnh tụ là một nhân vật lịch sử nổi tiếng, ví dụ Cleopatra của Ai Cập trong loạt trò chơi Civilization 2, hay Julius Caesar cho người Roman.

## Giải thưởng
Dòng game Civilization giành được khá nhiều giải thưởng, thường dành cho game chiến lược hay nhất và game theo lượt hay nhất. Đơn cử trường hợp của Civilization IV giành giải thưởng của IGN (PC Game of the Year trong 2005, xếp hạng cao hơn F.E.A.R. và Guild Wars, Best Strategy Game và Best Online Game của năm 2005). Civilization IV cũng giành giải Game chiến lược của Năm (Strategy Game of the Year) và giải cho hạng mục soundtrack của game trong năm 2010 cho bài hát Baba Yetu (Best Instrumental Arrangement Accompanying Vocalist) tại lần trao giải Grammy 2010. Đây cũng là giải Grammy đầu tiên được trao cho một theme game.